# Burnetiidae
Famille
Genres de rang inférieur
- † Bullacephalus
- † Burnetia
- † Leucocephalus
- † Mobaceras
- † Niuksenitia
- † Pachydectes
- † Paraburnetia
- † Proburnetia

Burnetiidae est une famille éteinte de thérapsides biarmosuchiens qui vivaient durant le Permien moyen et supérieur en Afrique du Sud et en Russie. 

## Présentation

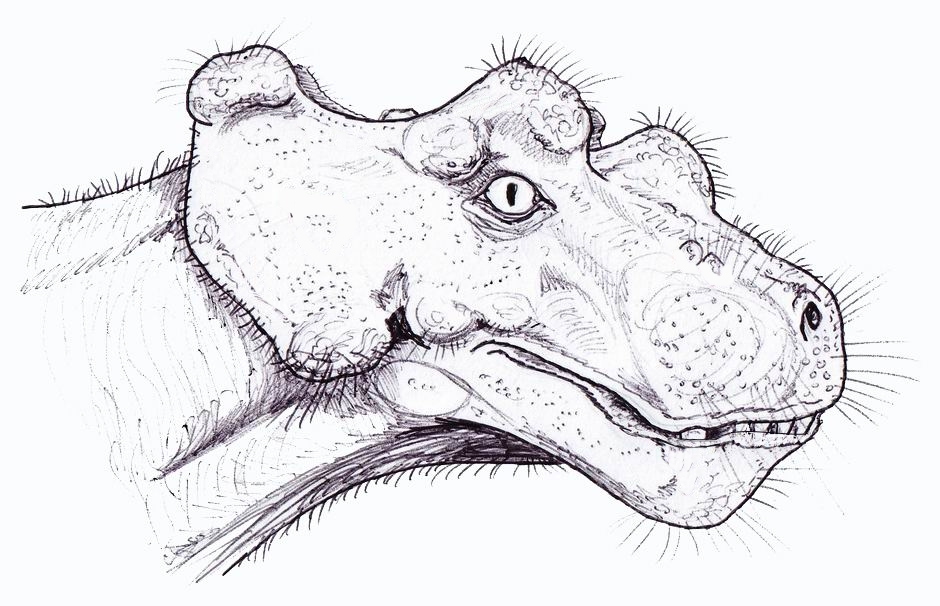
Tête de Burnetia mirabilis

Il contient les genres Bullacephalus, Burnetia, Leucocephalus, Mobaceras, Niuksenitia, Paraburnetia et Proburnetia,.